# Gulf News
Gulf News là một nhật báo xuất bản bằng tiếng Anh tại Dubai, Các Tiểu Vương quốc Ả Rập Thống nhất. Tờ báo được ra mắt lần đầu tiên vào năm 1978, và hiện đang được phân phối trên khắp UAE và cả các nước vùng Vịnh Ba Tư khác. Phiên bản trực tuyến của tờ báo được ra mắt vào năm 1996.
Ấn bản trực tuyến được Forbes Middle East đánh giá là tốt nhất trong số các tờ báo trực tuyến bằng tiếng Anh ở khu vực Trung Đông và Bắc Phi (MENA) cũng như ở UAE vào năm 2010. Tờ báo cũng được vinh danh là tờ báo điện tử lớn thứ ba trong thế giới Ả Rập.